# Elisabeth White
Elisabeth White (née le 13 juin 1976) est une chanteuse, compositrice, peintre abstraite et productrice australienne ayant acquis une large audience internationale.

## Biographie
Elisabeth White est née à Sydney d'un père américain et d'une mère australienne. Elle a commencé à se produire sur scène à l'âge de cinq ans, a tenu les premiers rôles de plusieurs comédies musicales locales à l'âge de 10 ans, et a commencé à composer ses premières chansons quand elle avait 13 ans.
Après des études de théâtre à l'Australian Acting and Theater School de Sydney, elle s'installe avec son père à New York à la suite du divorce de ses parents. Elle a joué dans plusieurs groupes et fut choisie pour le rôle de Marie-Madeleine dans un Off-Broadway de Jesus Christ Superstar.
Elle déménage en Europe à l'âge de 20 ans, où elle gagne sa vie comme musicienne de session. Elle reporte très vite son attention vers la composition et joue sa propre musique.
Managée par le Steinblatt Music Group, elle sort son premier album, Maybe God's a Woman Too, en 1998 sur le Label Wagram Music. L'album a été produit par Dennis Ward, enregistré au studio allemand de Dieter Dierks à Cologne, et a été chaleureusement accueilli notamment grâce à des titres comme Cool Summer ou Babylon. On notera que l'album n'est sorti  en France qu'en 1999.
Au cours de la tournée qui a suivi la sortie de l'album, elle a tenu les premières parties d'artistes tels que Simple Minds, Lenny Kravitz, les Beastie Boys ou Pulp.
Son deuxième album, Come To Me, est sorti trois ans plus tard. Il a également été bien reçu par les critiques et contenait des hits comme Thank You My Child (qui a été publié comme single pour la Ronald Mc Donald Children's Foundation), et Wherever You Go.